# ادوارد سلس
ادوارد سلس (اسپانیایی: Edward Sels‎؛ زادهٔ ۲۷ اوت ۱۹۴۱) دوچرخه‌سوار اهل بلژیک است.